# Куба (Палермо)
Куба (итал. La Cuba) — загородный дворец сицилийских королей в Палермо, памятник арабо-норманнского стиля.

## История
Куба построена сицилийским королём Вильгельмом II Добрым (1166—1189) в окрестностях Палермо, на дороге, ведущей в строившуюся королевскую резиденцию и монастырь Монреале. Куба была обустроена в охотничьем парке на острове посреди искусственного прямоугольного пруда. Местные мастера построили для короля, ценившего восточный образ жизни, дворец в арабо-норманнском стиле. По замыслу монарха Куба была местом отдохновения, совершенно не похожим на традиционные западные замки. Спустя два столетия после смерти Вильгельма II Боккаччо был очарован Кубой и сделал её местом действия одной из новелл (день 5, № 6) «Декамерона».
После потери Сицилией независимости Куба переходила в руки различных владельцев, в 1576 — 1621 годах здесь был обустроен госпиталь, в XVIII-XIX веках при Бурбонах был размещён кавалерийский полк. Сменявшие друг друга владельцы совершенно не заботились о поддержании исторического облика дворца: парк и пруд были уничтожены, а на месте пруда был обустроен плац, окружённый безликими казармами.
В настоящее время Куба принадлежит правительству автономной области Сицилия, здесь обустроен музей арабского искусства. Современный адрес: Корсо Калатафими, № 84, музей расположен в нескольких кварталах от Палатинской капеллы по направлению к Монреале.

## Архитектура и современное состояние
Куба представляет собой кубическое (отсюда и название) двухэтажное здание, выдержанное в арабо-норманнском стиле. Фасады украшены типичными для этого стиля ложными арками и стрельчатыми окнами, заложенными в верхних ярусах. С внутренней стороны стены украшены каменной резьбой и резными куфическими надписями.
В настоящее время здание представляет собой пустую коробку: интерьеры, кровля и межэтажные перекрытия не сохранились.

## Кубола
Частью охотничьего парка был построенный Вильгельмом II Добрым павильон Кубола. Здание представляет собой кубическое здание гораздо меньших, по сравнению с Кубой, размеров. Оно примечательно глубокими арками и красным полусферическим куполом, схожим с куполами церквей Сан-Катальдо и Сан-Джованни-дельи-Эремити. Кубола расположена в небольшом саду, окружённом современной многоэтажной застройкой. В здании проводятся реставрационные работы.